# ヴィンセント・パーシケッティ
ヴィンセント・ラドウィグ・パーシケッティ（Vincent Ludwig Persichetti、1915年6月6日 - 1987年8月14日）は、アメリカ合衆国の作曲家、ピアニスト、指揮者、音楽教育家。

## 来歴
ペンシルベニア州フィラデルフィアでイタリア系の家系に生まれる。両親共に音楽家ではなかったが、早くから音楽教育を受け、5歳でコムズ音楽大学に入学し、そこでピアノ、オルガン、コントラバス、そして後にラッセル・キング・ミラーに音楽理論と作曲を学んだ。
その後にフィラデルフィア音楽院で学び、作曲をロイ・ハリスらに、指揮をフリッツ・ライナーに、ピアノをオルガ・サマロフに師事した。1935年から1962年まで2つの母校で作曲科主任教授を務めたのち、1962年からはジュリアード音楽院の作曲科教授を務めた。この時に教えていた学生の中には、フィリップ・グラスやピーター・シックリー（P. D. Q. バッハ）、ジェームズ・デプリースト、一柳慧などがいる。

## 主要作品一覧
9つの交響曲、25曲の『パラブル』（Parable、「たとえ話」や「寓話」の意）と題された様々な器楽作品をはじめ、管弦楽曲、吹奏楽曲、室内楽曲など、幅広いジャンルに数多くの作品を遺した。

### パラブル
全25曲あり、独奏楽器のみならず、中には弦楽四重奏のための作品やオペラもある。
- パラブル第1番（フルートのための） 作品100（1965年）
- パラブル第2番（金管五重奏のための） 作品108（1968年）
- パラブル第3番（オーボエのための） 作品109（1968年）
- パラブル第4番（ファゴットのための） 作品110（1969年）
- パラブル第5番（カリヨンのための） 作品112（1969年）
- パラブル第6番（オルガンのための） 作品117（1971年）
- パラブル第7番（ハープのための） 作品119（1971年）
- パラブル第8番（ホルンのための） 作品120（1972年）
- パラブル第9番（吹奏楽のための） 作品121（1972年）
- パラブル第10番（弦楽四重奏曲第4番） 作品122（1972年）
- パラブル第11番（アルトサックスのための） 作品123（1972年）
- パラブル第12番（ピッコロのための） 作品125（1973年）
- パラブル第13番（クラリネットのための） 作品126（1973年）
- パラブル第14番（トランペットのための） 作品127（1973年）
- パラブル第15番（イングリッシュホルンのための） 作品128（1973年）
- パラブル第16番（ヴィオラのための） 作品130（1974年）
- パラブル第17番（コントラバスのための） 作品131（1974年）
- パラブル第18番（トロンボーンのための） 作品133（1975年）
- パラブル第19番（ピアノのための） 作品134（1975年）
- パラブル第20番（オペラ『シビル（チキン・リトルのパラブル）』） 作品135
- パラブル第21番（ギターのための） 作品140（1978年）
- パラブル第22番（チューバのための） 作品147（1981年）
- パラブル第23番（ヴァイオリン、チェロ、ピアノのための） 作品150（1981年）
- パラブル第24番（ハープシコードのための） 作品153（1982年）
- パラブル第25番（2つのトランペットのための） 作品164（1986年）

### 交響曲
- 交響曲第1番 作品18（1942年）
- 交響曲第2番 作品19（1942年）
- 交響曲第3番 作品30（1946年）
- 交響曲第4番 作品51（1951年）
- 交響曲第5番 作品61（弦楽のための交響曲）（1953年）
- 交響曲第6番 作品69 （吹奏楽のための交響曲）（1956年）
- 交響曲第7番『典礼風』 作品80（1958年）
- 交響曲第8番 作品106（1967年）
- 交響曲第9番『ヤニクルム』 作品113（1970年）

### 管弦楽曲
- 不誠実な人々 作品25（1944年）
- ナイト・ダンス 作品114（1970年）

### 協奏曲
- ピアノ協奏曲 作品90（1962年）
- イングリッシュホルンと弦楽のための協奏曲 作品137（1977年）

### 吹奏楽曲
- ディヴェルティメント 作品42（1950年）
- 仮面舞踏会 作品102（1965年）
- 合唱と吹奏楽のためのセレブレーション 作品103（1966年）
- おお涼しい谷間 作品118（1971年）

### 室内楽曲
- 弦楽四重奏曲
  - 弦楽四重奏曲第1番 作品7（1939年）
  - 弦楽四重奏曲第2番 作品24（1944年）
  - 弦楽四重奏曲第3番 作品81（1959年）
  - 弦楽四重奏曲第4番（パラブル第10番） 作品122（1972年）

### 器楽曲
- ピアノソナタ
  - ピアノソナタ第1番 作品3（1939年）
  - ピアノソナタ第2番 作品6（1939年）
  - 2台のピアノのためのソナタ 作品13（1940年）
  - ピアノソナタ第3番 作品22（1943年）
  - ピアノソナタ第4番 作品36（1949年）
  - ピアノソナタ第5番 作品37（1949年）
  - ピアノソナタ第6番 作品39（1950年）
  - ピアノソナタ第7番 作品40（1950年）
  - ピアノソナタ第8番 作品41（1950年）
  - ピアノソナタ第9番 作品58（1952年）
  - ピアノソナタ第10番 作品67（1955年）
  - ピアノソナタ第11番 作品101（1965年）
  - ピアノソナタ第12番『鏡のソナタ』 作品145（1980年）
両手の音が完全な鏡像となっており、両手の指が左右で全く同じ動きをする（リズムも同一である）。
- ソナチネ
  - ソナチネ第1番 作品38（1950年）
  - ソナチネ第2番 作品45（1950年）
  - ソナチネ第3番 作品47（1950年）
  - ソナチネ第4番 作品63（1954年）
  - ソナチネ第5番 作品64（1954年）
  - ソナチネ第6番 作品65（1954年）
- ハープシコードソナタ
  - ハープシコードソナタ第1番 作品52（1951年）
  - ハープシコードソナタ第2番 作品146（1981年）
  - ハープシコードソナタ第3番 作品149（1981年）
  - ハープシコードソナタ第4番 作品151（1982年）
  - ハープシコードソナタ第5番 作品152（1982年）
  - ハープシコードソナタ第6番 作品154（1982年）
  - ハープシコードソナタ第7番 作品156（1983年）
  - ハープシコードソナタ第8番 作品158（1984年）
  - ハープシコードソナタ第9番 作品163（1985年）

## 文献
- Bell, Larry. review of Vincent Persichetti: The Louisville Orchestra for Sequenza21.com
- Burleson, Geoffrey "Vincent Persichetti and the Piano Sonata". Liner notes to Vincent Persichetti: Complete Piano Sonatas. New World Records.
- Cassaro, James P. "Persichetti, Vincent". Grove Music Online (OperaBase, source: The New Grove Dictionary of Opera, 1992), ed. Deane L. Root (subscription access), accessed 12 May 2011.
- Patterson, Donald L., and Janet L. Patterson. "Vincent Persichetti: A Bio-Biography".  Westport, Conn: Greenwood Press, 1988.
- Simmons, Walter G. "Persichetti, Vincent". Grove Music Online, ed. Deane L. Root, (subscription access) accessed 12 May 2011.
- Simmons, Walter. Voices of Stone and Steel: The Music of William Schuman, Vincent Persichetti, and Peter Mennin. Lanham, MD: Scarecrow Press, 2011.  ISBN 978-0-8108-5748-3.